# Homo socio-oeconomicus
Unter dem homo socio-oeconomicus versteht man ein sozialwissenschaftliches Handlungsmodell, das Elemente des homo oeconomicus und des homo sociologicus aufweist.

## Definition und Entstehung
Die Unzufriedenheit mit dem soziologischen Akteurmodell, dem homo sociologicus und dem ökonomischen Akteurmodell, dem homo oeconomicus, hat zur Entwicklung eines neuen Handlungsmodells geführt, das die Vorzüge beider Modelle zu vereinen versucht.
Beim homo socio-oeconomicus handelt sich im Gegensatz zum homo sociologicus und zum homo oeconomicus um ein offenes Modell, das sowohl für ökonomische als auch für soziologische Fragestellungen angewandt werden kann. Der homo socio-oeconomicus trifft seine Entscheidungen zum einen aufgrund rationaler Nutzenüberlegungen, zum anderen berücksichtigt dieses Akteurmodell, dass die Handlungswahl auch von sozialen Determinanten wie sozialer Rolle, sozialer Status, Bezugsgruppen etc. beeinflusst werden kann.
Der Begriff des homo socio-oeconomicus taucht erstmals bei Otto Neuloh auf und wird heutzutage als Synonym für das von Siegwart Lindenberg entwickelte RREEMM-Modell verwendet.

## Kritik am Modell des homo oeconomicus und des homo sociologicus
Sowohl der homo oeconomicus als auch der homo sociologicus sind mit Eigenschaften ausgestattet, die nur ein Überleben in einer Gleichgewichtswelt ermöglichen.
Der homo oeconomicus ist ausschließlich darin interessiert, seinen eigenen Nutzen zu maximieren. Ihm ist es dabei ganz egal, mit wem er zu diesem Zwecke in eine Tauschbeziehung tritt. Seine Mitmenschen stellen für ihn bloß Konkurrenten um knappe Ressourcen dar. Der homo oeconomicus fügt sich sozialen Normen nur dann, wenn dies der Maximierung seines Nutzens dient. Treten Marktfehler auf, ist der homo oeconomicus überfordert. In dieser Situation müsste er mit anderen Menschen Vereinbarungen treffen oder Verträge abschließen, jedoch ist der homo oeconomicus nicht in der Lage, sein Verhalten auf seine Mitmenschen abzustimmen. Einige Ökonomen, speziell im Bereich der Verhaltensökonomik, kritisierten das Modell des homo oeconomicus. Mithilfe dieses Modelles ließen sich nämlich nur vollkommene Märkte analysieren. Tatsächlich handelten wir Menschen in keiner Gleichgewichtswelt, sondern unsere Welt sei durch zahlreiche Marktunvollkommenheiten gezeichnet. Für die Analyse solcher Marktfehler sei das Modell des homo oeconomicus ungeeignet.
Dem homo sociologicus sind Nutzenabwägungen völlig fremd. Er fügt sich ausschließlich den vorgegebenen Normen. In der Gleichgewichtswelt des homo sociologicus ist jegliches Verhalten durch Normen geregelt. Der homo sociologicus trifft keine Entscheidungen und verfügt über keinerlei Persönlichkeit. Somit wird in diesem Akteurmodell das Verhalten jedes Individuums berechenbar. Für den homo sociologicus besteht durch die zahlreichen Normvorgaben ebenso wenig wie für den homo oeconomicus die Notwendigkeit, sein Verhalten auf andere Menschen abzustimmen. Die beschränkte Anwendbarkeit des homo sociologicus wurde von zahlreichen Soziologen kritisiert. Menschen fügten sich nicht nur sozialen Zwängen, sondern müssten oft auch selbst Entscheidungen treffen. In der Welt, in der wir Menschen handeln, sei nicht jegliches Verhalten normiert und nicht alle Normen würden eingehalten. Möchte man z. B. soziologische Fragestellungen im Bereich des devianten Verhaltens analysieren, werde man schnell merken, dass man mit dem Modell des homo sociologicus an seine Grenzen stößt.

## Das RREEMM-Modell
Als Vorläufer des RREEMM (resourceful, restricted, expecting, evaluating, maximizing man)-Modells gilt das von William H. Meckling entwickelte REMM (resourceful, evaluating, maximizing man)-Modell. Mit dem REMM hat Meckling bereits ein Akteurmodell entwickelt, das sowohl Eigenschaften des homo oeconomicus als auch des homo sociologicus aufweist.
Lindenberg hat zu diesem Modell zwei weitere Charakteristika hinzugefügt: Restriktionen (materielle und soziale Beschränkungen) und Erwartungen. Wie bereits oben angeführt, wird dieses erweiterte Modell als RREEMM-Modell oder als homo socio-oeconomicus bezeichnet.
Der homo socio-oeconomicus lässt sich als ein individueller Akteur (man) begreifen, der mit Einschränkungen konfrontiert ist und eine Wahl zwischen unterschiedlichen Handlungsalternativen treffen muss (restricted). Im Wesentlichen kann der homo socio-oeconomicus zwei Typen von Handlungen durchführen. Ebenso wie der homo oeconomicus kann er durch sein Handeln seine eigenen Bedürfnisse befriedigen. Zum anderen kann er durch sein Handeln Verhalten koordinieren. Er kann also im Gegensatz zum homo sociologicus und zum homo oeconomicus sein Verhalten auf seine Mitmenschen abstimmen. Um eine Handlungswahl treffen zu können, bewertet der homo socio-oeconomicus alle möglichen Handlungsalternativen (evaluating) nach seiner subjektiven Einschätzung (expecting). Dabei versucht er seinen Nutzen zu maximieren (maximizing). Im Nachhinein reflektiert der homo socio-oeconomicus seine Handlungswahl und kann dabei aus Vergangenem lernen. Darüber hinaus ist er auch in der Lage kreativ zu handeln (resourceful).
Der homo sociologicus und der homo oeconomicus können als Spezialfälle des homo socio-oeconomicus betrachtet werden. Ist jegliches Verhalten durch Normen reguliert und werden diese auch von jedem Individuum eingehalten, agiert der homo socio-oeconomicus nur noch als homo sociologicus. In diesem Spezialfall muss sich das Individuum nicht mehr zwischen verschiedenen Handlungsalternativen entscheiden, da jegliches Handeln normiert ist. Es braucht auch keine Vereinbarungen mit seinen Mitmenschen mehr zu treffen, weil bereits alles vereinbart und in Normen übergegangen ist. Der homo sociologicus entspricht also einem homo socio-oeconomicus ohne Entscheidungswillen und Bedürfnissen. Gibt es hingegen keine sozialen Zwänge, die das Verhalten der Individuen koordinieren und ist jedes Individuum in der Lage alle möglichen Handlungsalternativen zu bewerten, wird das einzelne Individuum nutzenmaximierend handeln. Der homo socio-oeconomicus agiert dabei nur noch als homo oeconomicus. Die Koordination von Verhalten ist nicht mehr notwendig, da die Koordination durch den Nutzenmaximierungswillen jedes einzelnen Individuums automatisch zustande kommt. Der homo oeconomicus entspricht also einem homo socio-oeconomicus, der seine Bedürfnisse bestmöglich befriedigt, ohne dabei mit seinen Mitmenschen kommunizieren zu müssen.
Die nachfolgende Tabelle soll die unterschiedlichen Eigenschaften der Akteurmodelle homo socio-oeconomicus, homo-oeconomicus und homo sociologicus anschaulich darstellen.
|             | homo oeconomicus | homo sociologicus | homo socio-oeconomicus |
| ----------- | ---------------- | ----------------- | ---------------------- |
| Resourceful |                  |                   | x                      |
| Restricted  | x                |                   | x                      |
| Evaluating  |                  | x                 | x                      |
| Expecting   |                  | x                 | x                      |
| Maximizing  | x                |                   | x                      |

## Diskussion des Modells
Die Kritik am Modell des homo socio-oeconomicus richtet sich vor allem gegen das Charakteristikum „resourcefulness“, das oft mit Opportunismus gleichgesetzt wird. Dem homo socio-oeconomicus wird unterstellt, dass er stets versuche, andere zu täuschen oder zu belügen, um seinen eigenen Nutzen zu maximieren. Diese Interpretation, die vor allem von Vertretern der Transaktionskostentheorie stammt, lasse sich nach anderer Ansicht theoretisch jedoch nicht rechtfertigen. Der homo socio-oeconomicus wisse nämlich, dass er langfristig mit Bösartigkeiten seinen Nutzen nicht maximieren kann. Um seine Ziele bestmöglich erreichen zu können, werde er sich gegenüber seinen Mitmenschen daher eher ehrlich, freundlich und vertrauensvoll verhalten.